# Hard out Here
Hard Out Here is een nummer van de Britse zangeres Lily Allen uit 2013. Het is de eerste single van haar derde studioalbum Sheezus.
"Hard out Here" gaat over vrouwen in de entertainmentindustrie. De feministische boodschap van het nummer kan worden geïnterpreteerd als een antwoord op Blurred Lines van Robin Thicke. Het nummer werd een hit in diverse Europese landen en Oceanië. In het Verenigd Koninkrijk haalde het de 9e positie. In de Nederlandse Top 40 haalde het een bescheiden 32e positie, en in de Vlaamse Ultratop 50 haalde het de 14e positie.